# Shinfa-Metema 1
Koordinaten: 12° 35′ 34,6″ N, 36° 2′ 9,6″ O

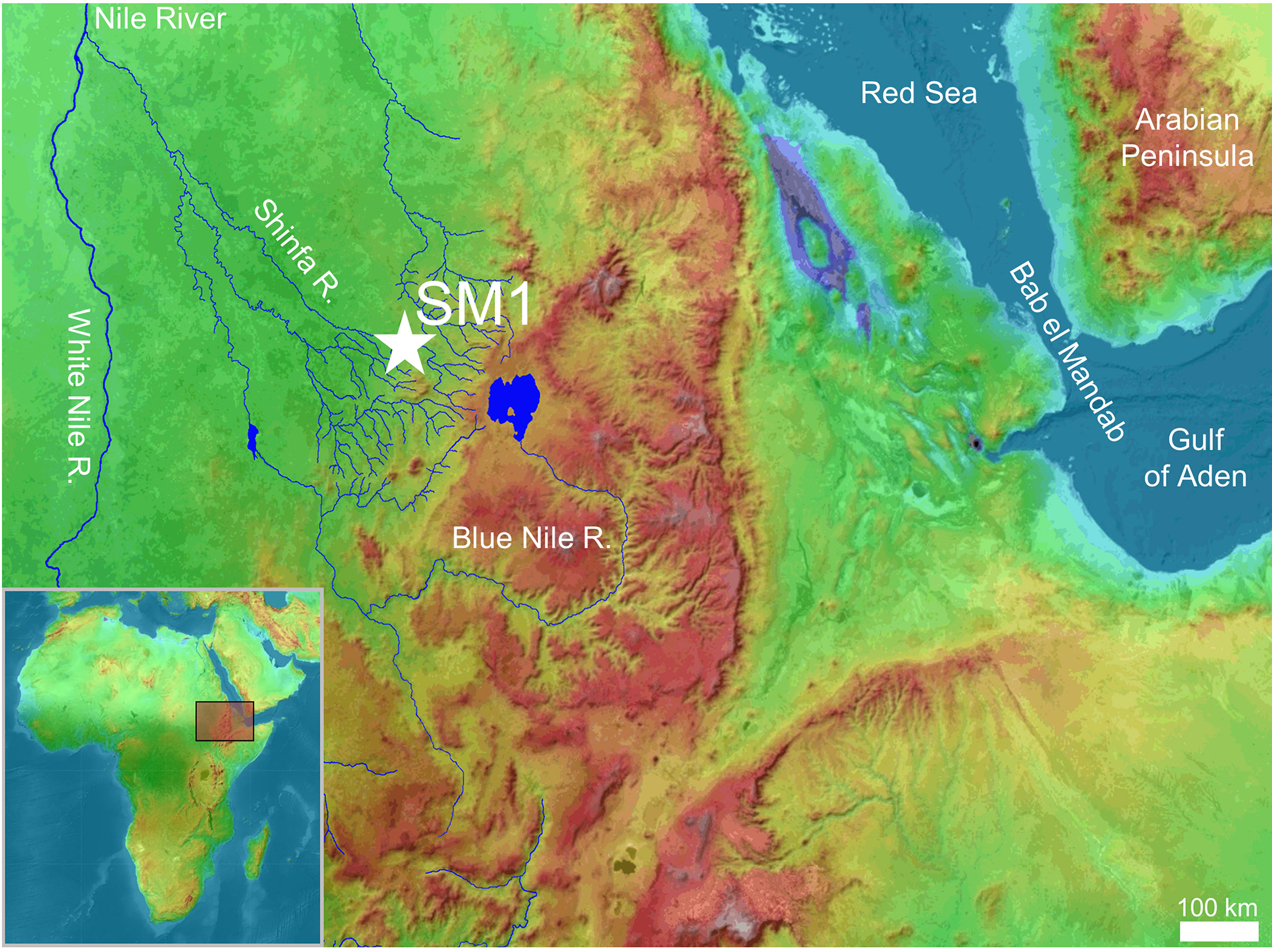
Lage der Fundstätte Shinfa-Metema 1 am Oberlauf des Flusses Shinfa

Shinfa-Metema 1 (SM1) ist eine archäologische Freiland-Fundstätte am Oberlauf des Flusses Shinfa in der Provinz Amhara in Äthiopien, unweit der Ortschaft Metemma an der Grenze zum Sudan. Die Fundstätte wurde im Jahr 2002 im Verlauf einer Erkundung der Nebenflüsse des Blauen Nils – zu denen der Shinfa gehört – im Tiefland von Nordwest-Äthiopien entdeckt. Damals wurden mehrere hundert Steinwerkzeuge und zahlreiche fossile Tierknochen von der Oberfläche aufgelesen.

## Erforschung
SM1 liegt rund 80 Meter vom Ufer des Flusses Shinfa (im Sudan: Rahad) auf ungefähr 580 Metern Höhe. Während der Regenzeit zwischen Juni und September, wenn im Hochland zwischen 1000 und 1500 mm Niederschläge fallen, wird der Fluss zu einem reißenden Gewässer, das im Rest des Jahres zeitweise bis auf zahlreiche, aber voneinander getrennte Tümpel von mehr oder minder großer Tiefe austrocknet. Während dieser Trockenzeiten dienen die in den Tümpeln gefangenen Fische den hier heimischen Gumuz als Nahrungsmittel.
Bereits 2003 wurden erste kleinere Testgrabungen bis in 30 Zentimeter Tiefe durchgeführt und hunderte weitere Steinartefakte gesammelt. Zugleich wurde die Oberfläche der Fundstätte vermessen. Die erste größere Ausgrabung fand 2010 statt, weitere Grabungskampagnen folgten 2011, 2012, 2013, 2016 und 2018. Im Verlauf dieser Grabungen wurden 58 Quadratmeter Fläche bis in eine Tiefe von rund 70 Zentimetern abgetragen, die Erde mit Wasser aus dem Fluss durch Metallsiebe mit 1,6 Millimeter großen Öffnungen gespült und auf diese Weise mehr als 11.000 einzeln registrierte Steinartefakte und zehntausende Steinsplitter geborgen. In den Fundschichten entdeckte Eierschalen von Straußen wurden mit Hilfe der Beschleuniger-Massenspektrometrie, einer Verfeinerung der 14C-Methode, in die Zeit vor 60.000 bis 40.000 Jahren datiert, was bedeutet, dass die Artefakte dem späten Middle Stone Age entstammen; hierfür spricht auch die Gestalt der zahlreich entdeckten Klingen, Pfeilspitzen und Schaber.
Die Herkunft der Steinwerkzeuge aus den Geröllkieseln des „paläo-Shinfa“ und die extrem große Anzahl von kleinen, häufig nur 5 bis 10 Millimeter großen Steinsplittern wurde dahingehend interpretiert, dass die Werkzeuge im Bereich der heutigen Fundstätte SM1 hergestellt wurden. Zudem war die Grabungsfläche übersät mit Knochen von Landtieren und Überresten von Fischen, die – gestützt auch durch Brandspuren und Schnittmarken an zahlreichen Knochen – als Siedlungsspuren interpretiert wurden. Es wird daher – wegen im Pleistozän vergleichbar saisonal sehr unterschiedlicher Niederschlagswahrscheinlichkeiten – vermutet, dass die Nutzung der Fische als Nahrungsmittel ähnlich saisonal war wie die heutige Nutzung durch die Gumuz. Weitergehend wurde 2014 im Journal of Human Evolution argumentiert, dass frühe, am Horn von Afrika lebenden Jäger und Sammler solche zeitweise ausgetrockneten Flussbetten und die in den Tümpeln zurückgebliebenen, aquatischen Nahrungsressourcen „wahrscheinlich auf ihrer Wanderung aus Afrika in den Rest der Alten Welt“ nutzten.
Die Fundstätte Shinfa-Metema 1 gilt auch deshalb als bedeutsam, weil sie Belege dafür liefert, dass die Lebensweise der Menschen am Oberlauf des Flusses Shinfa vor rund 50.000 Jahren an die extremen jahreszeitlichen Zyklen im Becken des Blauen Nils angepasst war und ihre Nahrungssuche bestimmten ökologischen Rhythmen folgte, die durch das Leben in einem zeitweise ausgetrockneten Flussökosystem vorgegeben waren.
Gestützt wurde die Interpretation der Befunde 2024 in einer in Nature veröffentlichten Studie durch Erkenntnisse aus einer älteren Fundschicht, die anhand von pyroklastischem Sediment (Cryptotephra – mikroskopisch kleines vulkanisches Glas) in die Zeit vor rund 74.000 Jahre datiert wurde. Dies war möglich, weil 2018 chemisch identische Sedimente aus den Pinnacle-Point-Höhlen (Südafrika) per optisch stimulierter Lumineszenz datiert worden sind. Diese Sedimente, die mit gleich alten Proben aus Malaysia und vom Malawisee in Ostafrika übereinstimmen, können der gewaltigen Toba-Eruption zugeschrieben werden, die auch in Afrika zu einer merklichen Abkühlung des Klimas geführt hat. Anhand von Sauerstoffisotopen in den Zähnen fossiler Säugetiere und in Schalen von Straußeneiern aus der Fundstelle SM1 wurde 2024 nachgewiesen, dass es dort vor rund 74.000 Jahren – unmittelbar nach dem Vulkanausbruch – zeitweise sehr trocken war. Zugleich aber fanden die Forscher auch in dieser älteren Schicht zahlreiche Überreste von Fischen. Deswegen vermuten sie, dass – wie aus den Funden in den 60.000 bis 40.000 Jahre alten Schichten hergeleitet – auch nach der Toba-Katastrophe der nahe „paläo-Shinfa“ zeitweise austrocknete und die entstehenden Tümpel aquatische Nahrungsressourcen boten.
Deutlicher als zuvor formulierte der langjährige Grabungsleiter, John Kappelman, 2024 eine die Out-of-Africa-Theorie ergänzende Hypothese: „Wenn die Nahrung in und an einem bestimmten Wasserloch in der Trockenzeit zur Neige ging, waren die Menschen wahrscheinlich gezwungen, zu neuen Wasserlöchern zu ziehen.“ Während bisher vor allem feuchte Perioden mit reichlichem Nahrungsangebot – sogenannte grüne Korridore – als wichtige Treiber für die Ausbreitung des Homo sapiens angesehen wurden, könnten gerade Trockenphasen der Grund gewesen sein, warum Menschen zu anderen Orten weiterzogen. Noch weitergehend heißt es 2024 in der Studie: „Dieses Szenario macht es wahrscheinlich, dass die Population, die sich ausbreitet, stetig kleiner wird, und damit hängt vielleicht die geringe genetische Vielfalt der modernen Menschen zusammen, die Afrika verlassen haben.“

## Belege
1. 1 2   Christopher Allan Davis: Foraging Along Blue Highways: Seasonality and Subsistence Strategies in the Middle Stone Age of Ethiopia. Dissertation, The University of Texas at Austin, Dezember 2019, S. 104–113, Zugang zum Volltext.
2. ↑  Christopher Allan Davis: Foraging Along Blue Highways..., S. 124 f.
3. 1 2  John Kappelman et al.: Another unique river: A consideration of some of the characteristics of the trunk tributaries of the Nile River in northwestern Ethiopia in relationship to their aquatic food resources. In: Journal of Human Evolution. Band 77, 2014, S. 117–131, doi:10.1016/j.jhevol.2014.03.008.
4. ↑  Christopher Allan Davis: Foraging Along Blue Highways..., S. 246 f.
5. ↑  Christopher Allan Davis: Foraging Along Blue Highways..., S. 133.
6. ↑  Christopher Allan Davis: Foraging Along Blue Highways..., S. 424.
7. ↑  John Kappelman et al.: Adaptive foraging behaviours in the Horn of Africa during Toba supereruption. In: Nature. Online-Vorabveröffentlichung vom 20. März 2024, doi:10.1038/s41586-024-07208-3.
Toba supereruption unveils new insights into early human migration. Auf: eurekalert.org vom 20. März 2024.
8. ↑  Out of Africa in der Trockenzeit? Auf: wissenschaft.de vom 20. März 2024.